# Olfeo
 (juillet 2025).
 (octobre 2022).
Olfeo est une entreprise française spécialisée dans la sécurisation des accès Internet depuis plus de 20 ans. En juin 2025, elle a été intégrée au groupe Ekinops.

## Historique de l’entreprise
En 2003 Alexandre Souillé et Gilles Huguenin, fondent la société Olfeo, et créent une solution de filtrage d’urls s'appuyant sur une approche locale adaptée au marché français[source insuffisante].
L’entreprise développe ses produits dans cette perspective et intègre dans sa solution une catégorie regroupant les sites reconnus illicites en France[source insuffisante].
En 2004 l’entreprise obtient le statut de "jeune entreprise innovante" et reçoit de nombreux soutiens et récompenses : Oséo, ANVAR, Ministère de la recherche, CRITT…[réf. nécessaire]
En 2009, l’évolution d’Internet pousse l’entreprise à lancer une gamme de 4 modules complémentaires au filtrage d’urls permettant de sécuriser et d’optimiser l’ensemble des flux Internet en entreprise.[réf. nécessaire]
En novembre 2009, l’entreprise remporte le 3e prix de la région Ile de France du Deloitte Technology Fast 50[source insuffisante] grâce à son fort taux de croissance. (+232 %).
En juillet 2012, Olfeo s’associe à l’Internet Watch Foundation pour combattre les contenus pédopornographiques sur Internet.[réf. nécessaire]
En juin 2013, Olfeo intègre le catalogue de l'UGAP, centrale d’achat public en France.[réf. nécessaire]
En août 2013, l’entreprise ajoute une option SSL à son proxy, permettant de sécuriser les flux chiffrés dans le respect de la législation française[source insuffisante].
En 2023, Olfeo lance la version SaaS de son offre de passerelle de sécurité web.
En 2025, Olfeo rejoint le groupe Ekinops.